# يوهان فريدريش كارل فون أوستين
يوهان فريدريش كارل فون أوستين (بالألمانية: Johann Friedrich Karl von Ostein)‏ (و. 1689 – 1763 م) هو كاهن كاثوليكي ألماني، ولد في أشافنبورغ، توفي في ماينتس، عن عمر يناهز 74 عاماً.

## مناصب
تولى منصب أسقف كاثوليكي (منذ 15 سبتمبر 1743)
- مطران كاثوليكي  [لغات أخرى]‏ (منذ 15 سبتمبر 1743)
- Roman Catholic Archbishop of Mainz  [لغات أخرى]‏ (1743–1763)
- مطران  [لغات أخرى]‏[1]
- أمير ناخب

.